# E.C. Coleman
E.C. Coleman Jr. (né le 25 septembre 1950 à Flora, Mississippi) est un joueur américain de basket-ball.
Il évolue en NCAA à l'université baptiste de Houston.
Il est sélectionné par les Rockets de Houston au 3e tour (51e choix) de la draft 1973.
Il joue pour les Rockets (de 1973-1974 à 1978-1979), pour le Jazz de La Nouvelle-Orléans (1974-1977) et les Warriors de Golden State (1977-1978) pour 357 matchs en NBA.
Il est nommé dans la NBA All-Defensive First Team lors de la saison 1976-1977 et dans la NBA All-Defensive second Team lors de la saison 1977-1978.